# رالي (كارولاينا الشمالية)
رالي (بالإنجليزية: Raleigh)‏ هي عاصمة ولاية كارولينا الشمالية ومقر مقاطعة ويك في الولايات المتحدة. رالي هي ثاني أكبر مدينة في ولاية كارولينا الشمالية بعد شارلوت. تعرف رالي باسم «مدينة البلوط» لأشجار البلوط العديدة فيها، والتي تصطف في الشوارع في قلب المدينة. تغطي المدينة مساحة 142.8 ميل مربع (370 كم مربع). قدر مكتب التعداد الأمريكي سكان المدينة بنحو 451,066 نسمة في 1 يوليو 2015. وهي إحدى أسرع المدن نموا في البلاد. سميت المدينة على السير والتر رالي، الذي أسس مستعمرة روانوك المفقودة في مقاطعة دير الحالية.
رالي هي موطن جامعة ولاية كارولاينا الشمالية وهي جزء من منطقة مثلث البحوث، إلى جانب مع دورهام (موطن جامعة ديوك) وتشابل هيل (موطن جامعة ولاية كارولينا الشمالية في تشابل هيل). نشأ لقب «المثلث» بعد إنشاء منتزه مثلث البحوث عام 1959، ويقع في مقاطعات دورهام وويك، بين المدن الثلاث وجامعاتها. وتشمل منطقة مثلث البحوث منطقة الإحصاء المشتركة بين رالي - دورهام - تشابل هيل، التي بلغ عدد سكانها 2,037,430 نسمة في عام 2013. وقد بلغ عدد سكان منطقة رالي العمرانية الإحصائية ما يقدر بنحو 1,214,516 نسمة في عام 2013.
ويقع معظم مدينة رالي داخل مقاطعة ويك، ويمتد جزء صغير منها إلى مقاطعة دورهام.
تعتبر مدينة رالي من الأمثلة المبكرة في الولايات المتحدة على المدن المخططة. بعد أن نالت الولايات المتحدة استقلالها عن بريطانيا، تم اختيار هذا الموقع كعاصمة للولاية في عام 1788 وتم إدراجها هكذا في عام 1792. وقد صممت المدينة أصلا في نمط شبكي مع مبنى كابيتول كارولينا الشمالية في ساحة الاتحاد في المركز. لم تشهد المدينة أي معارك كبيرة خلال الحرب الأهلية الأمريكية، ووقعت في قبضة الاتحاد في الأيام الأخيرة للحرب، وعانت من المصاعب الاقتصادية في فترة ما بعد الحرب بعد إعادة تشكيل أسواق العمل، والاعتماد الكبير على الزراعة، والاضطرابات الاجتماعية في عصر إعادة الإعمار.
بعد إنشاء متنزه مثلث البحوث في عام 1959، تم إنشاء العديد من فرص العمل في مجال العلم والتكنولوجيا. جذبت المنطقة والمدينة عددا كبيرا من السكان، ما جعلها إحدى أسرع التجمعات السكنية نموا في الولايات المتحدة بحلول أوائل القرن الحادي والعشرين.
رالي موطن العديد من المواقع الثقافية والتعليمية والتاريخية. يتميز مركز ديوك إنيرجي سينتر للفنون المسرحية بثلاثة مسارح، كما أنه موطن سمفونية نورث كارولينا وباليه كارولينا. وتشمل المتاحف في الولاية متاحف للفنون ومتاحف للتاريخ ومتاحف العلوم الطبيعية، وتقع في وسط المدينة. وتشمل الجامعات والكليات الرئيسية، بالإضافة إلى تلك المذكورة أعلاه، جامعة شو، وهي أول جامعة سوداء تاريخية في الجنوب الأمريكي. في الستينيات، تم تأسيس لجنة تنسيق الطلاب اللاعنفيين، وهي منظمة هامة للحقوق المدنية. رالي هي مسقط رأس الرئيس الأمريكي أندرو جونسون.